# Rapenburg 120 (Leiden)
Rapenburg 120 is een woonhuis aan het Rapenburg in Leiden. Het pand wordt ook wel Huize Domula Gallarum of 't Kippenhok genoemd, en is in het eigendom van studentenvereniging Minerva. Al sinds het eind van de jaren dertig wordt het gebouw gebruikt als studentenhuis.

## Geschiedenis
Het pand is gebouwd in de 18e eeuw. Het is voorzien van een lijstgevel met houten deuromlijsting. Verder is de stoep vervaardigd van hardstenen met stoeppalen. In 1968 werd het gebouw verklaard tot gemeentelijk monument.
Van 1987 tot 1993 studeerde Willem-Alexander geschiedenis aan de Rijksuniversiteit Leiden, en woonde hij op Rapenburg 116. Destijds was hij goed bevriend met de bewoonsters van het pand.
In 2013 woedde er een kleine brand, naar aanleiding van een rokende droger.

## Bekende bewoonsters
- Mirjam de Blécourt (1983-1990),[8] arbeidsrechtadvocaat en politicus
- Natacha Harlequin (1993-2002),[9][10] strafpleiter